# Königliche Villa Wachwitz

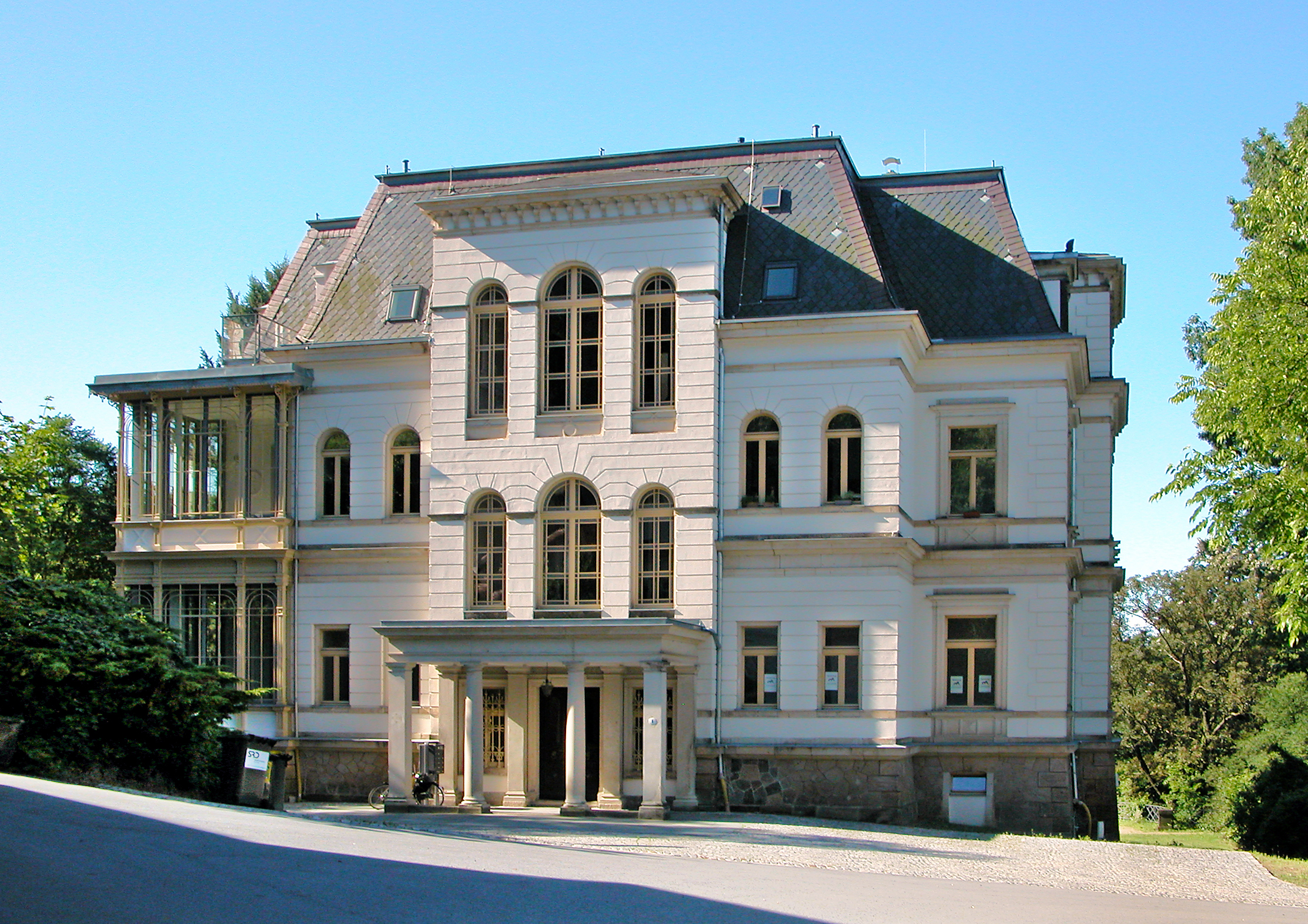
Die Königliche Villa Wachwitz

Die Königliche Villa Wachwitz (auch als Neue Villa bezeichnet) ist eine Villa in Dresden im Stadtteil Wachwitz, Wachwitzer Weinberg 1, die unter Denkmalschutz (ID-Nr. 09211836) steht.

## Geschichte

### Alte Villa

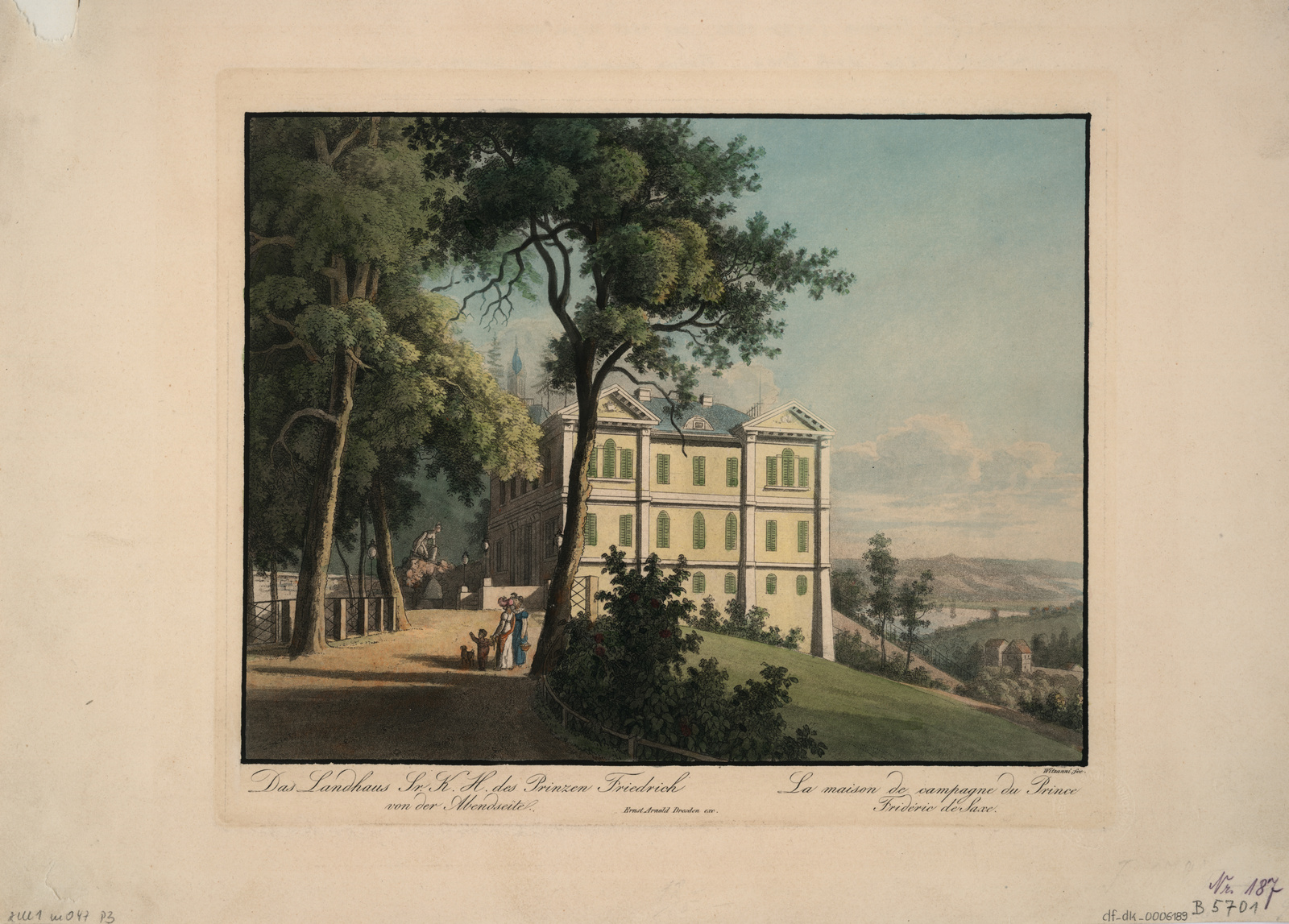
Die Alte Königliche Villa in Wachwitz

Die ursprüngliche klassizistische Königliche Villa Wachwitz wurde 1824 auf dem Gelände des Königlichen Weinbergs in Wachwitz von Anton Ludwig Blaßmann (1784–1843) anstelle eines Landhauses errichtet und um 1890 wegen Baufälligkeit abgerissen. Sie hatte zwei Wohngeschosse und ein Souterrain sowie eine Vorderfront mit sieben Fensterachsen, im oberen Geschoss mit Palladio-Motiv. Im Erdgeschoss befanden sich die sogenannte „Blaue Stube“, der Speisesaal und das Arbeitszimmer des Königs mit Bibliothek. Im Obergeschoss waren neben dem Gesellschaftszimmer auch das Schlafzimmer und das Wohnzimmer der Königin angeordnet.

### Neue Villa

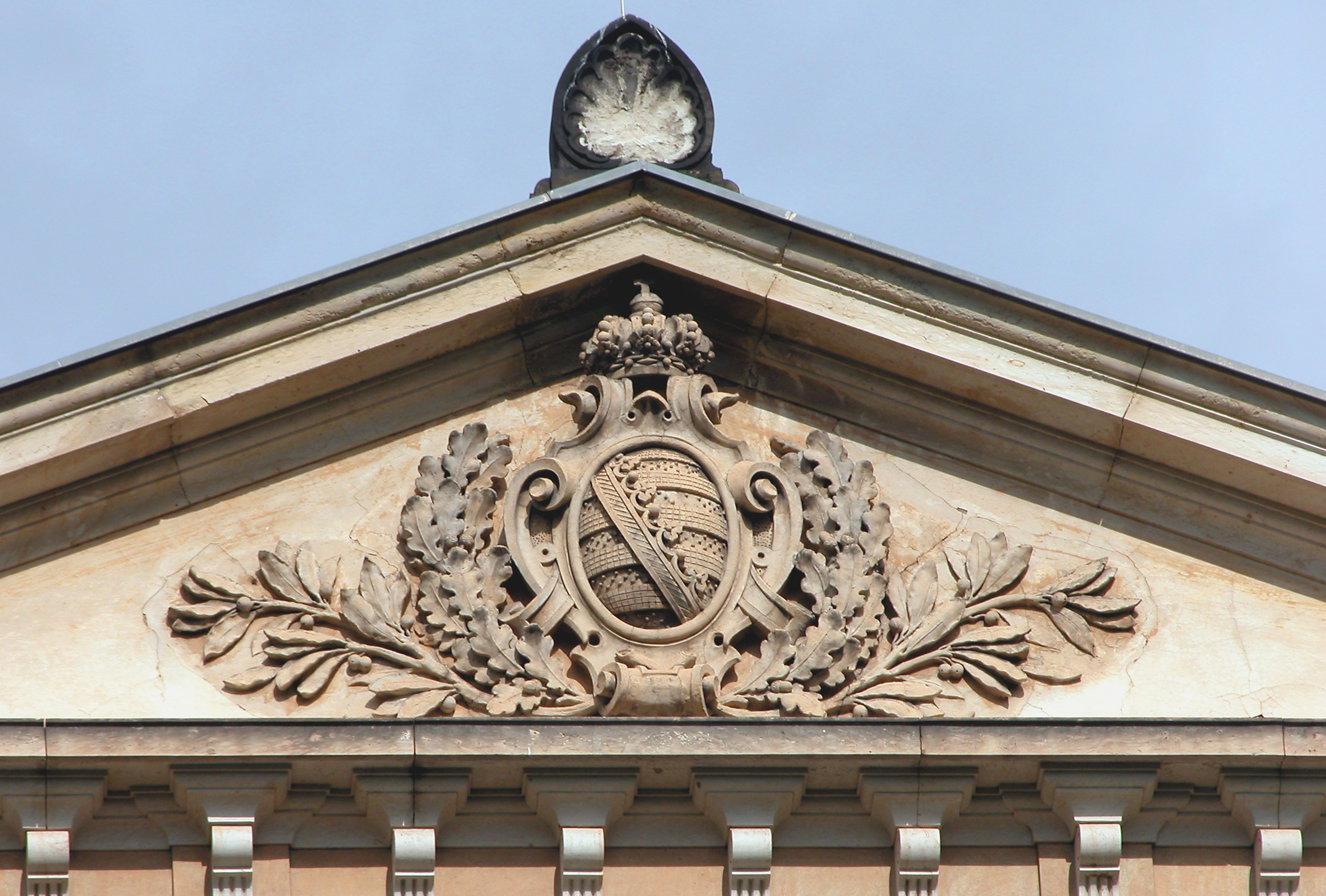
Königlich-sächsisches Wappen am Giebel

Die Königliche Villa wurde 1892/93 vom Architekten und Baumeister Wilhelm Teichgräber (* um 1850; † um 1920) im Stil der Neorenaissance errichtet. Im Tympanon des Giebels befindet sich das königlich-sächsische Wappen. Das Gebäude besteht aus Erdgeschoss, Mezzanin, Obergeschoss und Mansardgeschoss. Neben den Gesellschaftsräumen und Privaträumen war auch eine kleine Hauskapelle (mit Kreuzwegstationen) eingerichtet. 
Das Prinzenpaar, Kronprinz Friedrich August III. (1865–1932) und seine Ehefrau Kronprinzessin Luise von Toskana (1870–1947), das zuvor im Marienhaus (ehemalige Crusesche Villa am Wachwitzer Kirchweg) in Wachwitz (jetzt Josef-Hegenbarth-Weg 10) gewohnt hatte, konnte bereits 1894 einziehen und nutzte die Villa bis zum Regierungsantritt von König Friedrich August III. im Jahr 1904 als Wohnsitz. Im Jahr 1901 wurde hier im Hause die Prinzessin Maria Alix Luitpolda von Sachsen (1901–1990) geboren. 
Bis 1918 blieb die Villa Sommerresidenz des sächsischen Königs und war bis 1945 im Familienbesitz der Wettiner. Heute wird sie als Wohnhaus genutzt.
Oberhalb der Villa wurde 1935/36 für die Familie des Markgrafen Friedrich Christian von Sachsen (1893–1968) das Schloss Wachwitz erbaut.

### Nutzung nach 1945
Von 1947 bis 1949 wurde die Königliche Villa und das Schloss Wachwitz vom sowjetischen Reisebüro Intourist als Hotel genutzt. 
Ab 1950 wurde die Villa vom „Deutschen Pädagogischen Zentralinstitut“ genutzt, ab 1954 unter der Bezeichnung „Zentralinstitut für Lehrerweiterbildung“ weitergeführt und ab 1960 als „Pädagogisches Bezirkskabinett“ benannt. Von 1991 bis 1997 diente die Villa der Weiterbildung von Lehrern und Erziehern und war Sitz der „Sächsischen Akademie für Lehrerfortbildung“ (SALF).
Eine umfassende Rekonstruktion und der Umbau zum Wohnhaus mit mehreren hochwertigen Eigentumswohnungen erfolgte 2009. Dabei konnten zahlreiche Details der früheren Innenraumgestaltung erhalten und restauriert werden.